# Grupo N.º 11 da RAF
O Grupo 11 (ou Grupo nº 11) foi um grupo da Força Aérea Real em diversos períodos durante o século XX, sendo sido dispensado em 1996. O seu serviço mais famoso foi durante 1940 quando ficou responsável pela defesa de Londres e do sudeste que Inglaterra contra os ataques da Luftwaffe durante a Batalha de Inglaterra.